# Хамерсбах
Хамерсбах (њем. Hammersbach) општина је у њемачкој савезној држави Хесен. Једно је од 28 општинских средишта округа Мајн-Кинциг. Према процјени из 2010. године у општини је живјело 4.801 становника. Посједује регионалну шифру (AGS) 6435013.

## Географски и демографски подаци
Хамерсбах се налази у савезној држави Хесен у округу Мајн-Кинциг. Општина се налази на надморској висини од 135 – 160 метара. Површина општине износи 20,1 km². У самом мјесту је, према процјени из 2010. године, живјело 4.801 становника. Просјечна густина становништва износи 238 становника/km².